# America Ferrera
America Ferrera, född 18 april 1984 i Los Angeles, är en amerikansk skådespelare, producent och regissör. 
Ferrera, vars föräldrar kommer från Honduras, är främst känd för huvudrollen i TV-serien Ugly Betty, i vilken hon spelar Betty. Tidigare spelade hon bland annat i filmen Systrar i jeans som Carmen. Hon hade huvudrollen i filmen Real Women Have Curves som kom 2002. Hon har även medverkat i filmen Lords of Dogtown (2005) där hon spelade 'Thunder Monkey'. 
America Ferrera nominerades i klassen bästa kvinnliga skådespelare i TV-serier i komedi och vann den klassen och fick en Golden Globe Award 2007. 
Ferrera har också vunnit följande priser för sin roll som Betty i tv-serien Ugly Betty:
- 2007 Satellite Awards, bästa kvinnliga skådespelare i komediserier.
- 2007 Screen Actors Guild Awards, bästa utmärkande skådespelarinsats som kvinnlig skådespelare i komedi tv-serie.
- 2007 NAACP Image Awards, utmärkande kvinnlig skådespelare i komediserie.

Ferrera gjorde även rösten till Astrid i DreamWorks Animations animerade film- och TV-serie Draktränaren.

## Filmografi (urval)
- 2002 – Real Women Have Curves
- 2005 – Systrar i jeans
- 2005 – Lords of Dogtown
- 2006-2010 – Ugly Betty (TV-serie)
- 2008 – Systrar i jeans – Andra sommaren
- 2010 – Draktränaren (Astrid, röst)
- 2010 – Our Family Wedding
- 2012-2018 – Drakryttarna (Astrid, röst)
- 2014 – Draktränaren 2 (Astrid, röst)
- 2019 – Draktränaren 3 (Astrid, röst)
- 2023 – Barbie
- 2025 – The Lost Bus